# Néstor Perl
Néstor Perl (n. Esquel, 1940) es un abogado y político argentino que ejerció como gobernador de la Provincia del Chubut entre 1987 y 1990.
Fue elegido gobernador por amplio margen en septiembre de 1987 como candidato del Partido Justicialista, con Fernando Cosentino como compañero de fórmula, convirtiéndose en el segundo gobernador chubutense nativo de la provincia y en el primer mandatario provincial de origen judío en la Argentina. Si bien su mandato se extendía al 10 de diciembre de 1991, dimitió poco más de un año antes en medio de escándalos de corrupción y ante la alta probabilidad de un juicio político en su contra.

## Biografía
Se recibió de abogado en la Universidad de Buenos Aires y se casó con Constanza Guglielmi, hija de un general y hermana de un teniente coronel. Trabajó como abogado penalista, fue diputado provincial por el Partido Justicialista entre 1973 y 1976, y en las elecciones de 1983 fue elegido diputado nacional. En ejercicio del cargo se destacó por su versación en materia penal, fue vicepresidente de la Comisión de Legislación Penal y formó parte de las de Justicia, y de Mujer, Minoridad y Familia. Fue parte de la comisión redactora del Código Procesal Penal y tuvo parte activa en la sanción de la Ley de Divorcio.
Dictó varios seminarios en su país y en el exterior, y fue profesor adjunto de Derecho Internacional Público y de Derechos Humanos y Garantías de la Facultad de Derecho y Ciencias Sociales de la Universidad de Buenos Aires.
El 87, un año antes de la asunción de Perl, Chubut estaba explotada con grandes huelgas de trabajadores del estado y un escenario nacional que no ayudaba, por los conflictos latentes en todo el país. A poco de asumir año la provincia comenzó a recibir menos dinero por coparticipación del gobierno nacional y Nación congeló el precio de las regalías petroleras.
En septiembre de 1987 fue elegido gobernador con el 46% de los votos contra el 38% para la UCR, y asumió el 10 de diciembre, acompañado por el vicegobernador Fernando Cosentino. Entre sus funcionarios se contaron el después dos veces gobernador Mario Das Neves y el diputado José Manuel Corchuelo Blasco.
Creó la Comisión Provincial de Identificación y Adjudicación de Tierras a las Comunidades Aborígenes. construir el dique Los Monos sobre el río Senguerr, que hubiera contribuido a evitar el desecamiento del lago Colhue Huapi, se construyó la Escuela de Policía en Rawson, se inauguraron numerosas escuelas, se inició la granja eólica en Comodoro Rivadavia, se mejoró la provisión de agua en esta ciudad y en Puerto Madryn, entre otras obras.
El impulso constructor se frenó en el año 1989, cuando la crisis económica que llevaría al presidente Raúl Alfonsín a adelantar el final de su mandato impidió financiar estos proyectos e incluso complicó el pago de sueldos. Pero apoyo la elección de Carlos Menem quien resultaría electo presidente —de quien Perl se había mostrado partidario. Perl fue el primer gobernador peronista luego del regreso a la democracia. Sucedió en el cargo al radical Atilio Viglione, luego de haber obtenido una buenas victoria en las elecciones de 1987 impulsado por una alianza peronista que juntó al Movimiento Justicialista de Chubut (MOJUCh), el Frente Peronista y el Movimiento de Unidad Justicialista (MUJ).
Un diputado del Partido Acción Chubutense presentó un proyecto de juicio político contra el gobernador, falto del apoyo de la mayoría de su partido, Perl presentó su renuncia el último día de octubre de 1990, siendo sucedido por el vicegobernador Cosentino.
El presidente Carlos Menem lo nombró agregado para asuntos científicos, tecnológicos y culturales de la embajada argentina en Roma, y posteriormente fue funcionario del Ministerio de Salud y Acción Social, para volver a la embajada en Roma, ya como embajador. Durante la presidencia de Eduardo Duhalde fue secretario de Coordinación del Ministerio del Interior.
Néstor Perl tiene 8 hijos, de dos matrimonios.